# Lemming-Gebirgswühlmaus
Die Lemming-Gebirgswühlmaus (Alticola lemminus) ist ein im nordöstlichen Asien verbreitetes Nagetier in der Gattung der Gebirgswühlmäuse. Sie bildet mit zwei anderen Arten die Untergattung Aschizomys, die in verschiedenen neueren Abhandlungen als Gattung geführt wird.

## Merkmale
Erwachsene Exemplare sind ohne Schwanz 88 bis 120 mm lang, die Schwanzlänge beträgt 10 bis 28 mm und das Gewicht liegt bei 21 bis 39 g. Im Gegensatz zu den anderen Vertretern der Untergattung besteht eine deutliche Grenze zwischen der schwarzbraunen Oberseite und der hellgrauen Unterseite des Winterfells. Im Sommer ist das Fell oberseits aschgrau mit bräunlichen Tönungen und die Unterseite hellgrau bis cremefarben mit braunen Schattierungen. Typisch ist der gut behaarte Schwanz. Diese Wühlmaus wechselt zwischen April und Juli sowie im Herbst zwischen September und Oktober ihr Fell. Die Molaren besitzen dicken Zahnschmelz, womit sie eher Backenzähnen der Rötelmäuse (Myodes) gleichen als den Molaren anderer Untergattungen der Gebirgswühlmäuse.

## Verbreitung
Die Lemming-Gebirgswühlmaus ist entlang der großen sibirischen Flüsse Amur, Lena und Indigirka verbreitet sowie weiter zur Beringstraße und in die Übergangszone zur Halbinsel Kamtschatka. Sie lebt im Flachland und in Gebirgen bis 2000 Meter Höhe. Die Exemplare bewohnen vorwiegend mit Gras bedeckte felsige Landschaften, in denen Moose, Flechten und wenige Sträucher vorkommen.

## Lebensweise
Diese Wühlmaus frisst hauptsächlich Moose und Flechten, die mit wenigen Gräsern, Beeren und Blättern komplettiert werden. Sie sucht Nahrung bis zu 100 Meter vom Nest entfernt und legt kleinere Vorräte an. Der Bau besteht meist aus einem 20 bis 30 cm langem Tunnel und einer Kammer mit einem Durchmesser von etwa 15 cm. Im Winter werden manche Nester im Schnee angelegt. Die Lemming-Gebirgswühlmaus nutzt zusätzlich Felsspalten als Versteck. Die Fortpflanzungszeit beginnt im Mai und reicht unter guten Bedingungen bis August. In diesem Zeitraum kommen je nach Population ein oder zwei Würfe mit drei bis neun Neugeborenen vor. Zeitig geborene Weibchen in südlichen Gebieten können noch im selben Jahr eigene Nachkommen zeugen.

## Gefährdung
Kleinere disjunkte Populationen können durch Landschaftsveränderungen beeinträchtigt werden. Allgemein gilt die Art als zahlreich. Im Autonomen Kreis der Tschuktschen wurden 7 bis 12 Exemplare pro Hektar gezählt. Die IUCN listet die Lemming-Gebirgswühlmaus als nicht gefährdet (least concern).